# Stanisław Chomiński
Stanisław Chomiński, Станислав Фаддеевич Хоминский (ur. 14 lipca 1804, zm. 19 maja 1886 w Olszewie) – polski i rosyjski polityk, generał armii rosyjskiej.

## Życiorys
Syn Tadeusza i Teresy z Oskierków.
Absolwent Uniwersytetu Wileńskiego z 1824 r. podjął służbę wojskową w armii carskiej. W latach 1827–1829 brał udział w walkach z Turcją na Bałkanach, po czym ukończył Akademię Sztabu Generalnego. Jako pułkownik wystąpił z armii w 1843 i zamieszkał w Olszewie nieopodal Wilna. Wybierany trzykrotnie marszałkiem powiatowym szlachty, uczestniczył też w przygotowaniu uwłaszczenia chłopów. Do służby państwowej wstąpił ponownie w 1857 r. jako gubernator cywilny guberni kowieńskiej oraz gubernator wojskowy Kowna. Od 1861 r. do 1878 był gubernatorem cywilnym Wołogdy, gdzie wdrożył szereg istotnych reform społecznych i administracyjnych. Za zasługi dla miasta w 1865 otrzymał honorowe obywatelstwo Wołogdy. W 1858 r. awansowany na generała majora w Kownie, a w czasie pobytu w Wołogdzie na generała porucznika. Po rezygnacji z dalszej służby powrócił do Olszewa.
Otrzymał ordery: św. Anny (1 st.), św. Włodzimierza (2 st.) i Orła Białego
Poślubił Ewelinę Niemirowicz-Szczytt, wnuczkę Justyniana Niemirowicza-Szczytta, z którą miał dzieci: Helenę, Konstantego, Witolda, Marię, Alinę - żonę Juliusza Pereświt Sołtana ze Starej Bielicy, Józefa, Aleksandra i Zygmunta.

## Literatura dodatkowa
- Henryk Mościcki: Chomiński Stanisław. W: Polski Słownik Biograficzny. T. 3: Brożek Jan – Chwalczewski Franciszek. Kraków: Polska Akademia Umiejętności – Skład Główny w Księgarniach Gebethnera i Wolffa, 1937, s. 418–419. Reprint: Zakład Narodowy im. Ossolińskich, Kraków 1989, ISBN 83-04-03291-0.